# Список АЕС світу
Станом на 2017 рік в 31 країні світу експлуатується 191 атомних електростанцій з 448 енергоблоками загальною електричною потужністю 391 744 МВт. 57 енергоблоків знаходяться на стадії будівництва. 162 енергоблоки закриті, ще 1 не працює, проте рішення про остаточне закриття ще не прийняте.

У списку наведені в алфавітному порядку всі атомні станції світу, поділені за країнами, а також дослідні центри та інші майданчики, на котрих розташовуються або розташовувалися енергетичні реактори, тобто реактори для комерційного вироблення електроенергії. Список включає реактори діючі, ті що будуються і закриті.
У таблицях списку наведена наступна інформація: тип реактора (в графічній формі) і його модель; статус (в графічній формі); роки початку будівництва; енергетичного пуску і закриття (якщо це вже сталося); електрична потужність брутто (у мегаватах); організація, що експлуатує, постачальник ядерної паровиробничої установки і компанії, яка постачає ядерним паливом у вигляді готових виробів (тепловидільних збірок).
Список базується на даних Міжнародного агентства з атомної енергії і Всесвітньої ядерної асоціації. Основні джерела наведені в розділах Література і Посилання, додаткові — в розділі Примітки.

Розташування атомних електростанцій у світі

## Пояснення до позначень

### Статус енергоблоків
|       |
| Діючі |

|           |
| Будуються |

|         |
| Закриті |

|             |
| Не працюють |

### Типи реакторів
|  | PWR           | водно-водяний ядерний реактор (ВВЕР)                                    |
|  | BWR           | корпусний киплячий реактор                                              |
|  | PHWR          | важководний ядерний реактор                                             |
|  | GCR           | графіто-газовий ядерний реактор                                         |
|  | LWGR          | графіто-водяний ядерний реактор (РБМК)                                  |
|  | FBR           | реактор-розмножувач на швидких нейтронах                                |
|  | HTGR          | високотемпературний газоохолоджувальний реактор                         |
|  | HWGCR         | важководний газоохолоджувальний реактор                                 |
|  | HWLWR і SGHWR | важководний водноохолоджувальний реактор і киплячий важководний реактор |

## Загальна інформація

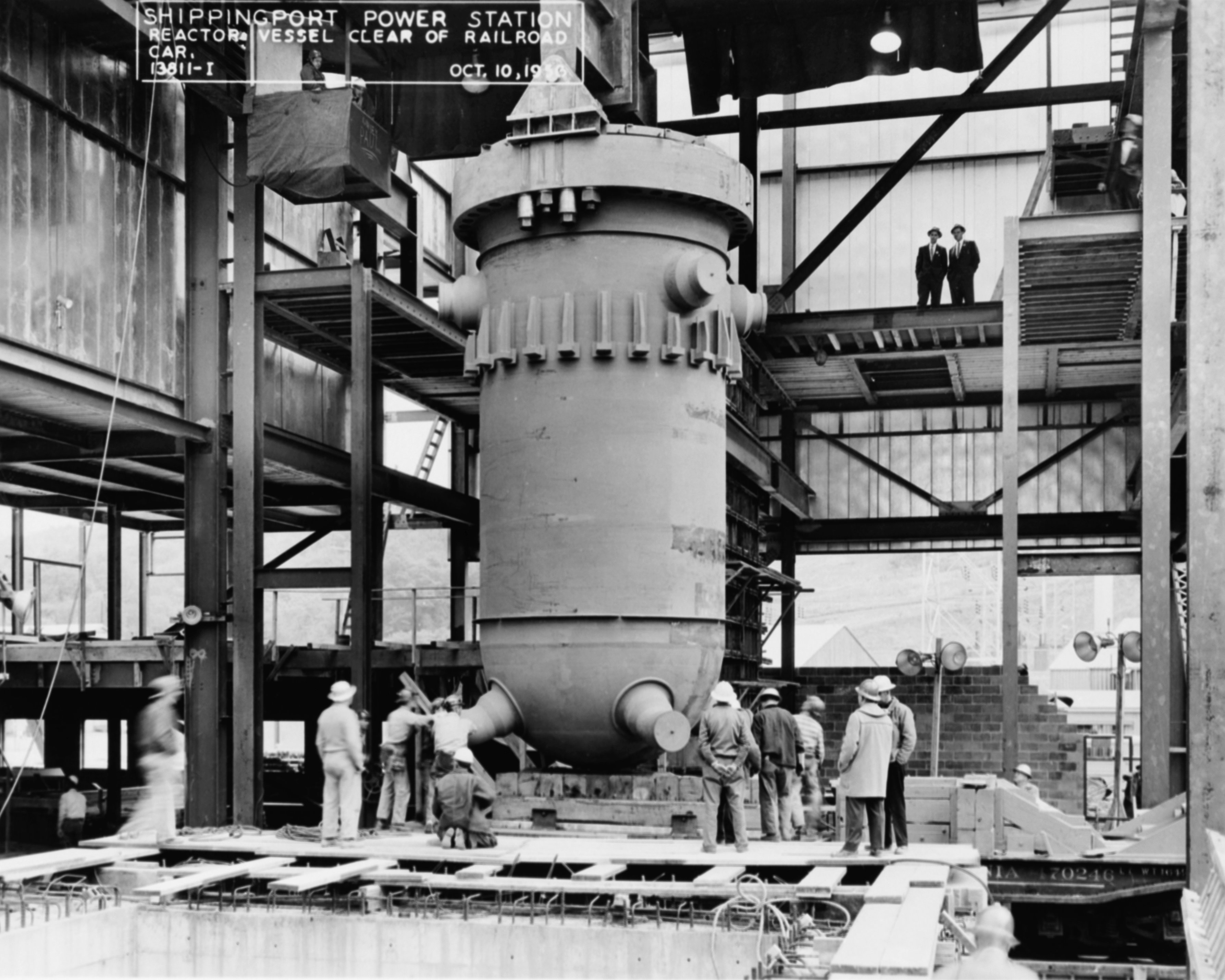
АЕС Шіппінгпорт, 1956 рік. Монтаж першого енергетичного PWR, в подальшому найпоширенішого в світі типу реакторів

- Перша у світі атомна електростанція —  Обнінська АЕС, пуск у 1954 році
- Перша АЕС з реактором[5][6]:

| PWR  | АЕС Шіппінгпорт   | 1958, 68 МВт  |
| BWR  | АЕС Дрезден       | 1960, 207 МВт |
| PHWR | АЕС Ролфтон       | 1962, 25 МВт  |
| GCR  | АЕС Калдер-холл   | 1956, 60 МВт  |
| LWGR | Обнінська АЕС     | 1954, 6 МВт   |
| FBR  | Шевченківська АЕС | 1973, 90 МВт  |

- Найпотужніший у світі енергоблок —  Taishan Nuclear Power Plant (блоки 1 і 2,  PWR, 1750 МВт кожний, пуск в 2018 і 2019 роках)
- Найбільша у світі АЕС —  АЕС Касівадзакі-Каріва (7 блоків BWR загальною потужністю 8212 МВт, пуск з 1985 по 1996 роки)

## Список атомних електростанцій

### Аргентина
| АЕС      | Е/б | Тип реактора | Статус | Початок | Пуск | Закриття | Потужність | Оператор | ЯПВУ            | Паливо |
| -------- | --- | ------------ | ------ | ------- | ---- | -------- | ---------- | -------- | --------------- | ------ |
| Атуча    | 1   | KWU-PHWR     |        | 1968    | 1974 |          | 357        | NASA     | Siemens         | CONUAR |
| Атуча    | 2   | KWU-PHWR     |        | 1981    | 2014 |          | 745        | NASA     | Kraftwerk Union | CONUAR |
| Ембальсе |     | CANDU-6      |        | 1974    | 1983 |          | 648        | NASA     | AECL            | CONUAR |
| CAREM 25 |     | CAREM 25     |        | 2014    |      |          | 29         |          | CNEA            |        |

|                 |
| Атуча, 2010 рік |

|                    |
| Ембальсе, 2007 рік |

### Бангладеш
| АЕС    | Е/б | Тип реактора  | Статус | Початок | Пуск | Закриття | Потужність | Оператор | ЯПВУ    | Паливо |
| ------ | --- | ------------- | ------ | ------- | ---- | -------- | ---------- | -------- | ------- | ------ |
| Руппур | 1   | ВВЕР-1200/523 |        | 2017    |      |          | 1200       |          | Росатом | ТВЕЛ   |
| Руппур | 2   | ВВЕР-1200/523 |        | 2018    |      |          | 1200       |          | Росатом | ТВЕЛ   |

### Білорусь
| АЕС        | Е/б | Тип реактора  | Статус | Початок | Пуск | Закриття | Потужність | Оператор | ЯПВУ    | Паливо |
| ---------- | --- | ------------- | ------ | ------- | ---- | -------- | ---------- | -------- | ------- | ------ |
| Білоруська | 1   | ВВЕР-1200/491 |        | 2013    |      |          | 1194       |          | Росатом | ТВЕЛ   |
| Білоруська | 2   | ВВЕР-1200/491 |        | 2014    |      |          | 1194       |          | Росатом | ТВЕЛ   |

### Бельгія
2 АЕС:
1. АЕС Дул
2. АЕС Тіанж

### Бразилія
АЕС імені адмірала Алваро Алберто

### Болгарія
| АЕС      | Е/б | Тип реактора  | Статус | Початок | Пуск | Закриття | Потужність | Оператор     | ЯПВУ       | Паливо |
| -------- | --- | ------------- | ------ | ------- | ---- | -------- | ---------- | ------------ | ---------- | ------ |
| Козлодуй | 1   | ВВЕР-440/230  |        | 1970    | 1974 | 2002     | 440        |              | Мінсредмаш |        |
| Козлодуй | 2   | ВВЭР-440/230  |        | 1970    | 1975 | 2002     | 440        |              | Мінсредмаш |        |
| Козлодуй | 3   | ВВЭР-440/230  |        | 1973    | 1980 | 2006     | 440        |              | Мінсредмаш |        |
| Козлодуй | 4   | ВВЭР-440/230  |        | 1973    | 1982 | 2006     | 440        |              | Мінсредмаш |        |
| Козлодуй | 5   | ВВЭР-1000/320 |        | 1980    | 1987 |          | 1000       | АЕС Козлодуй | Мінсредмаш | ТВЕЛ   |
| Козлодуй | 6   | ВВЕР-1000/320 |        | 1982    | 1991 |          | 1000       | АЕС Козлодуй | Мінсредмаш | ТВЕЛ   |

| Атомна електростанція в Болгарії |
| -------------------------------- |
| \| \| \| Козлодуй, 2009 рік \|   |
|                                  |
| Козлодуй, 2009 рік               |

### Іран
| АЕС   | Е/б | Тип реактора  | Статус | Початок | Пуск | Закриття | Потужність | Оператор | ЯПВУ    | Паливо |
| ----- | --- | ------------- | ------ | ------- | ---- | -------- | ---------- | -------- | ------- | ------ |
| Бушер | 1   | ВВЕР-1000/446 |        | 1975    | 2011 |          | 1000       | NPPD/АСЭ | Росатом | ТВЕЛ   |
| Бушер | 2   | ВВЕР-1000/528 |        | 2019    |      |          | 1057       | NPPD/АСЭ | Росатом | ТВЕЛ   |

Атомна енергетика Ірану
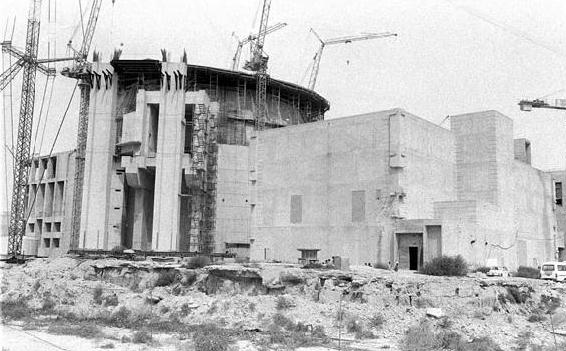
Бушер, 1975 рік

### Італія
| АЕС          | Е/б | Тип реактора | Статус | Початок | Пуск | Закриття | Потужність | Оператор | ЯПВУ                 | Паливо |
| ------------ | --- | ------------ | ------ | ------- | ---- | -------- | ---------- | -------- | -------------------- | ------ |
| Гарільяно    |     | BWR-1        |        | 1959    | 1964 | 1982     | 160        |          | General Electric     |        |
| Латина       |     | Магнокс      |        | 1958    | 1963 | 1987     | 160        |          | TNPG                 |        |
| Каорсо       |     | BWR-4        |        | 1970    | 1978 | 1990     | 882        |          | AMN/General Electric |        |
| Енріко Фермі |     | W 4-loop     |        | 1961    | 1964 | 1990     | 270        |          | Westinghouse         |        |

Атомна енергетика Італії
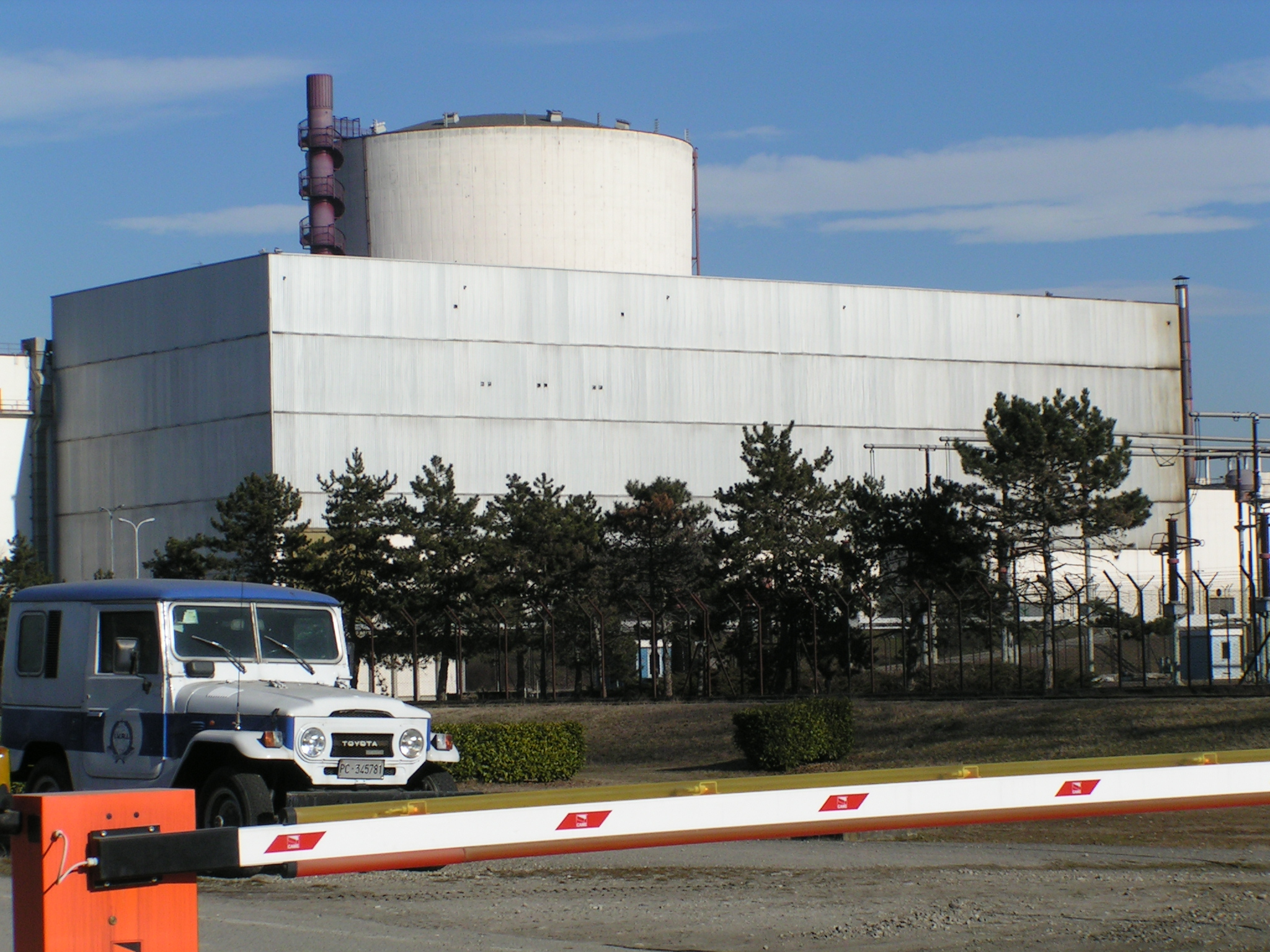
Каорсо, 2005
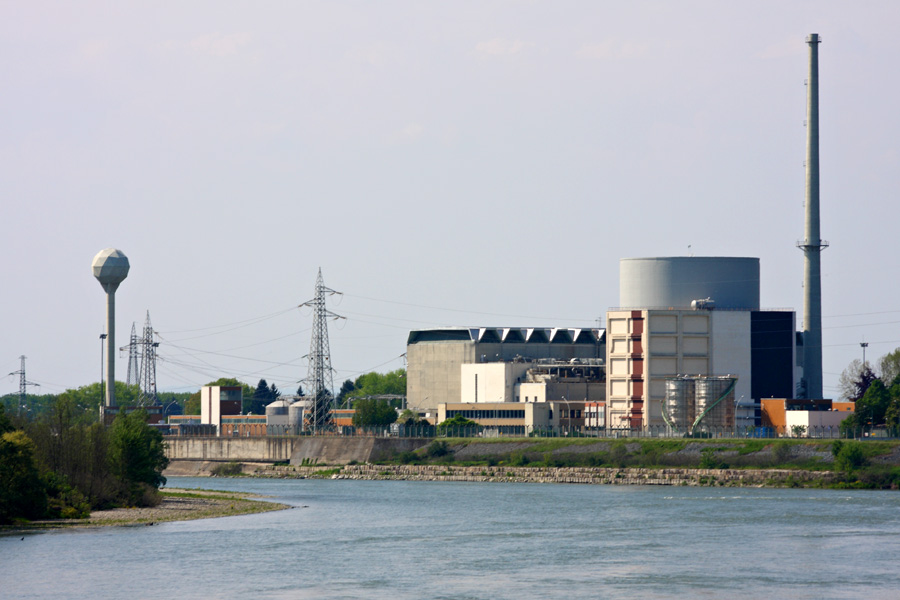
Енріко Фермі, 2010
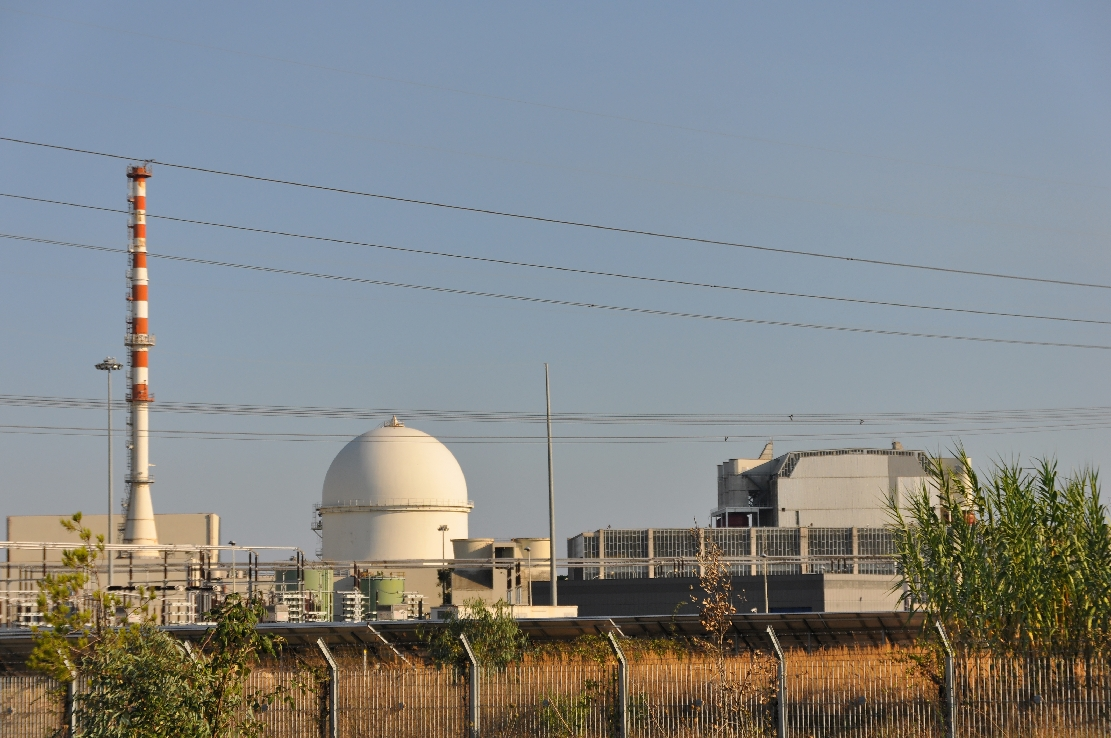
Латина, 2012
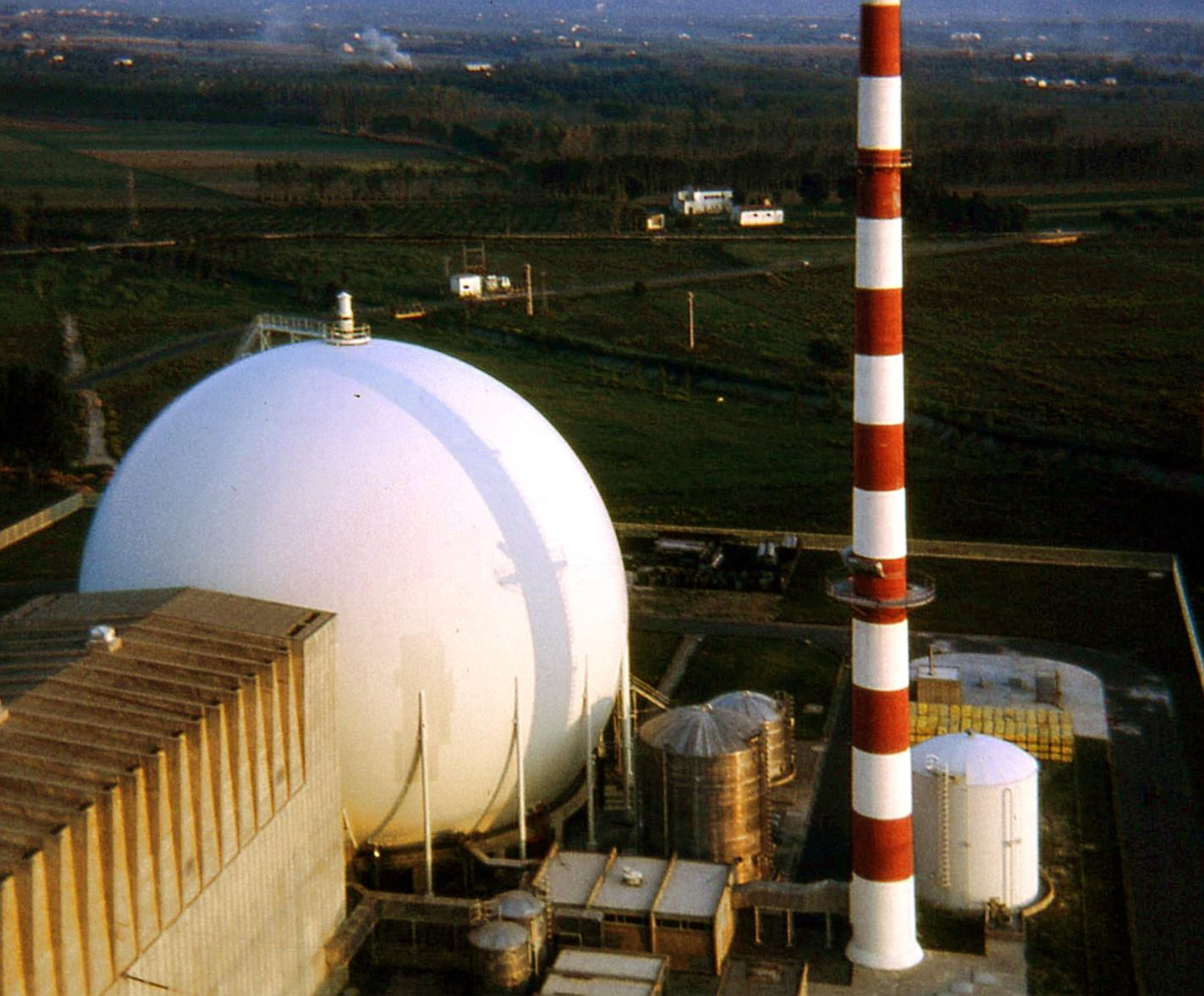
Гарільяно, 1970

### Казахстан
| АЕС           | Е/б | Тип реактора | Статус | Початок | Пуск | Закриття | Потужність | Оператор | ЯПВУ       | Паливо |
| ------------- | --- | ------------ | ------ | ------- | ---- | -------- | ---------- | -------- | ---------- | ------ |
| Шевченківська |     | БН-350       |        | 1964    | 1973 | 1999     | 90         |          | Мінсредмаш |        |

### Угорщина
| АЕС  | Е/б | Тип реактора | Статус | Початок | Пуск | Закриття | Потужність | Оператор | ЯПВУ        | Паливо |
| ---- | --- | ------------ | ------ | ------- | ---- | -------- | ---------- | -------- | ----------- | ------ |
| Пакш | 1   | ВВЕР-440/213 |        | 1974    | 1982 |          | 500        | АЕС Пакш | Мінсередмаш | ТВЕЛ   |
| Пакш | 2   | ВВЕР-440/213 |        | 1974    | 1984 |          | 500        | АЕС Пакш | Минсредмаш  | ТВЕЛ   |
| Пакш | 3   | ВВЕР-440/213 |        | 1979    | 1986 |          | 500        | АЕС Пакш | Минсредмаш  | ТВЕЛ   |
| Пакш | 4   | ВВЕР-440/213 |        | 1979    | 1987 |          | 500        | АЕС Пакш | Минсредмаш  | ТВЕЛ   |

Атомна електростанція в Угорщині
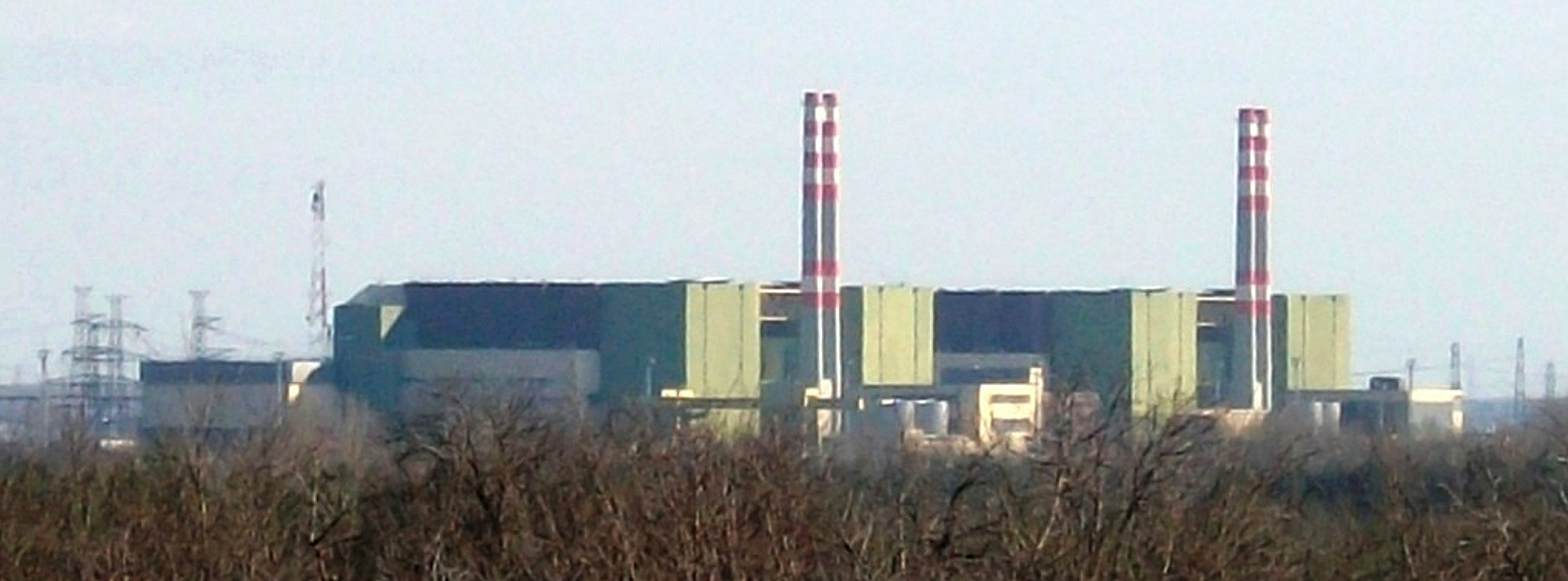
Пакш, 2010 рік

### Україна
| АЕС                     | Е/б                   | Тип реактора  | Статус | Початок | Пуск                                         | Закриття                                     | Потужність                                   | Оператор                                          | ЯПВУ                                         | Паливо                                       |
| ----------------------- | --------------------- | ------------- | ------ | ------- | -------------------------------------------- | -------------------------------------------- | -------------------------------------------- | ------------------------------------------------- | -------------------------------------------- | -------------------------------------------- |
| Запорізька АЕС          | 1                     | ВВЕР 1000/320 |        | 1980    | 1984                                         |                                              | 1000                                         | ДП НАЕК “Енергоатом”                              | Westinghouse                                 | ТВЗ-WR                                       |
| Запорізька АЕС          | 2                     | ВВЕР 1000/320 |        | 1981    | 1985                                         |                                              | 1000                                         | ДП НАЕК “Енергоатом”                              | Westinghouse                                 | ТВЗ-WR                                       |
| Запорізька АЕС          | 3                     | ВВЕР 1000/320 |        | 1983    | 1986                                         |                                              | 1000                                         | ДП НАЕК “Енергоатом”                              | Westinghouse                                 | ТВЗ-WR                                       |
| Запорізька АЕС          | 4                     | ВВЕР 1000/320 |        | 1983    | 1987                                         |                                              | 1000                                         | ДП НАЕК “Енергоатом”                              | Westinghouse                                 | ТВЗ-WR                                       |
| Запорізька АЕС          | 5                     | ВВЕР 1000/320 |        | 1985    | 1989                                         |                                              | 1000                                         | ДП НАЕК “Енергоатом”                              | Westinghouse                                 | ТВЗ-WR                                       |
| Запорізька АЕС          | 6                     | ВВЕР 1000/320 |        | 1986    | 1995                                         |                                              | 1000                                         | ДП НАЕК “Енергоатом”                              | Westinghouse                                 | ТВЗ-WR                                       |
| Південно-Українська АЕС | 7                     | ВВЕР 1000/320 |        | 1977    | 1982                                         |                                              | 1000                                         | ДП НАЕК “Енергоатом”                              | Westinghouse                                 | ТВЗ-WR                                       |
| Південно-Українська АЕС | 8                     | ВВЕР 1000/320 |        | 1979    | 1985                                         |                                              | 1000                                         | ДП НАЕК “Енергоатом”                              | Westinghouse                                 | ТВЗ-WR                                       |
| Південно-Українська АЕС | 9                     | ВВЕР 1000/320 |        | 1985    | 1989                                         |                                              | 1000                                         | ДП НАЕК “Енергоатом”                              | Westinghouse                                 | ТВЗ-WR                                       |
| Південно-Українська АЕС | 10                    | ВВЕР 1000/320 |        | 1987    | Будівництво зупинено в 1989 році             | Будівництво зупинено в 1989 році             | Будівництво зупинено в 1989 році             | Будівництво зупинено в 1989 році                  | Будівництво зупинено в 1989 році             | Будівництво зупинено в 1989 році             |
| Рівненська АЕС          | 11                    | ВВЕР 440/213  |        | 1973    | 1980                                         |                                              | 420                                          | ДП НАЕК “Енергоатом”                              | Westinghouse                                 | ТВЗ-WR                                       |
| Рівненська АЕС          | 12                    | ВВЕР 440/213  |        | 1973    | 1981                                         |                                              | 420                                          | ДП НАЕК “Енергоатом”                              | Westinghouse                                 | ТВЗ-WR                                       |
| Рівненська АЕС          | 13                    | ВВЕР 1000/320 |        | 1980    | 1986                                         |                                              | 1000                                         | ДП НАЕК “Енергоатом”                              | Westinghouse                                 | ТВЗ-WR                                       |
| Рівненська АЕС          | 14                    | ВВЕР 1000/320 |        | 1986    | 2004                                         |                                              | 1000                                         | ДП НАЕК “Енергоатом”                              | Westinghouse                                 | ТВЗ-WR                                       |
| Рівненська АЕС          | 15                    | /?/           |        |         | Планується добудувати спільно з Westinghouse | Планується добудувати спільно з Westinghouse | Планується добудувати спільно з Westinghouse | Планується добудувати спільно з Westinghouse      | Планується добудувати спільно з Westinghouse | Планується добудувати спільно з Westinghouse |
| Рівненська АЕС          | Будівництво скасовано |               |        |         |                                              |                                              |                                              |                                                   |                                              |                                              |
| Хмельницька АЕС         | 16                    | ВВЕР 1000/320 |        | 1981    | 1987                                         |                                              | 1000                                         | ДП НАЕК “Енергоатом”                              | Westinghouse                                 | ТВЗ-WR                                       |
| Хмельницька АЕС         | 17                    | ВВЕР 1000/320 |        | 1985    | 2004                                         |                                              | 1000                                         | ДП НАЕК “Енергоатом”                              | Westinghouse                                 | ТВЗ-WR                                       |
| Хмельницька АЕС         | 18                    | ВВЕР 1000/320 |        | 1986    | /?/                                          |                                              | 1000                                         | Буде добудовано спільно з Westinghouse            | Буде добудовано спільно з Westinghouse       | Буде добудовано спільно з Westinghouse       |
| Хмельницька АЕС         | 19                    | /?/           |        | 1987    | /?/                                          |                                              | /?/                                          | Буде добудовано спільно з Westinghouse            | Буде добудовано спільно з Westinghouse       | Буде добудовано спільно з Westinghouse       |
| Чорнобильська АЕС       | 20                    | РБМК 1000     |        | 1970    | 1977                                         | 1996                                         | 740                                          | ДП НАЕК “Енергоатом”(був) ДСП "Чорнобильська АЕС" |                                              |                                              |
| Чорнобильська АЕС       | 21                    | РБМК 1000     |        | 1973    | 1978                                         | 1991                                         | 925                                          | ДП НАЕК “Енергоатом”(був) ДСП "Чорнобильська АЕС" |                                              |                                              |
| Чорнобильська АЕС       | 22                    | РБМК 1000     |        | 1976    | 1981                                         | 2000                                         | 925                                          | ДП НАЕК “Енергоатом”(був) ДСП "Чорнобильська АЕС" |                                              |                                              |
| Чорнобильська АЕС       | 23                    | РБМК 1000     |        | 1979    | 1983                                         | 1986                                         | 925                                          | ДП НАЕК “Енергоатом”(був) ДСП "Чорнобильська АЕС" |                                              |                                              |
| Чорнобильська АЕС       | 24                    | РБМК 1500     |        | 1981    | Будівництво скасовано в 1988 році            | Будівництво скасовано в 1988 році            | Будівництво скасовано в 1988 році            | Будівництво скасовано в 1988 році                 | Будівництво скасовано в 1988 році            | Будівництво скасовано в 1988 році            |
| Чорнобильська АЕС       | 25                    | РБМК 1500     |        | 1983    | Будівництво скасовано в 1988 році            | Будівництво скасовано в 1988 році            | Будівництво скасовано в 1988 році            | Будівництво скасовано в 1988 році                 | Будівництво скасовано в 1988 році            | Будівництво скасовано в 1988 році            |

### Чехія
| 4АЕС4    | Реактор | Реактор      | Реактор      | Реактор | Початок будівництва | Початок експлуатації | Закриття |            | Оператор        |        | Поставник |  |  |  |
| 4АЕС4    | Е/б     | тип реактору | тип реактору | статус  | Початок будівництва | Початок експлуатації | Закриття | Потужність | Оператор        | Паливо | Поставник |  |  |  |
| -------- | ------- | ------------ | ------------ | ------- | ------------------- | -------------------- | -------- | ---------- | --------------- | ------ | --------- |  |  |  |
| Дуковани | 1       | PWR          | ВВЕР-440     |         | 01.1979             | 05.1985              |          | 1444       | Czech Power Co. | ТВЗ-WR | Skoda     |  |  |  |
| Дуковани | 2       | PWR          | ВВЕР-440     |         | 01.1979             | 03.1986              |          | 1444       | Czech Power Co. | ТВЗ-WR | Skoda     |  |  |  |
| Дуковани | 3       | PWR          | ВВЕР-440     |         | 03.1979             | 12.1986              |          | 1444       | Czech Power Co. | ТВЗ-WR | Skoda     |  |  |  |
| Дуковани | 4       | PWR          | ВВЕР-440     |         | 03.1979             | 07.1987              |          | 1444       | Czech Power Co. | ТВЗ-WR | Skoda     |  |  |  |
| Темелін  | 5       | PWR          | ВВЕР-1000    |         | 02.1987             | 06.2002              |          | 3120       | Czech Power Co. | ТВЗ-WR | Skoda     |  |  |  |
| Темелін  | 6       | PWR          | ВВЕР-1000    |         | 02.1987             | 04.2003              |          | 3120       | Czech Power Co. | ТВЗ-WR | Skoda     |  |  |  |

Атомна енергетика Чехії
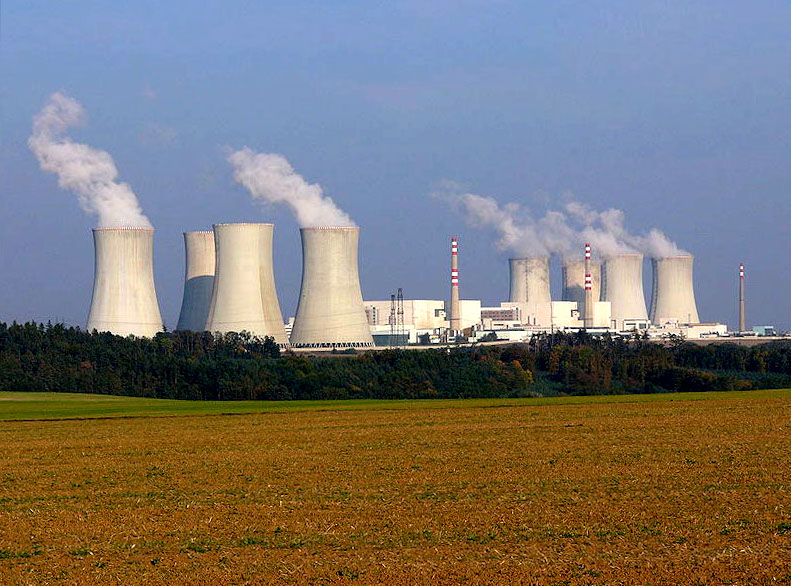
АЕС Дуковани, 2005 рік
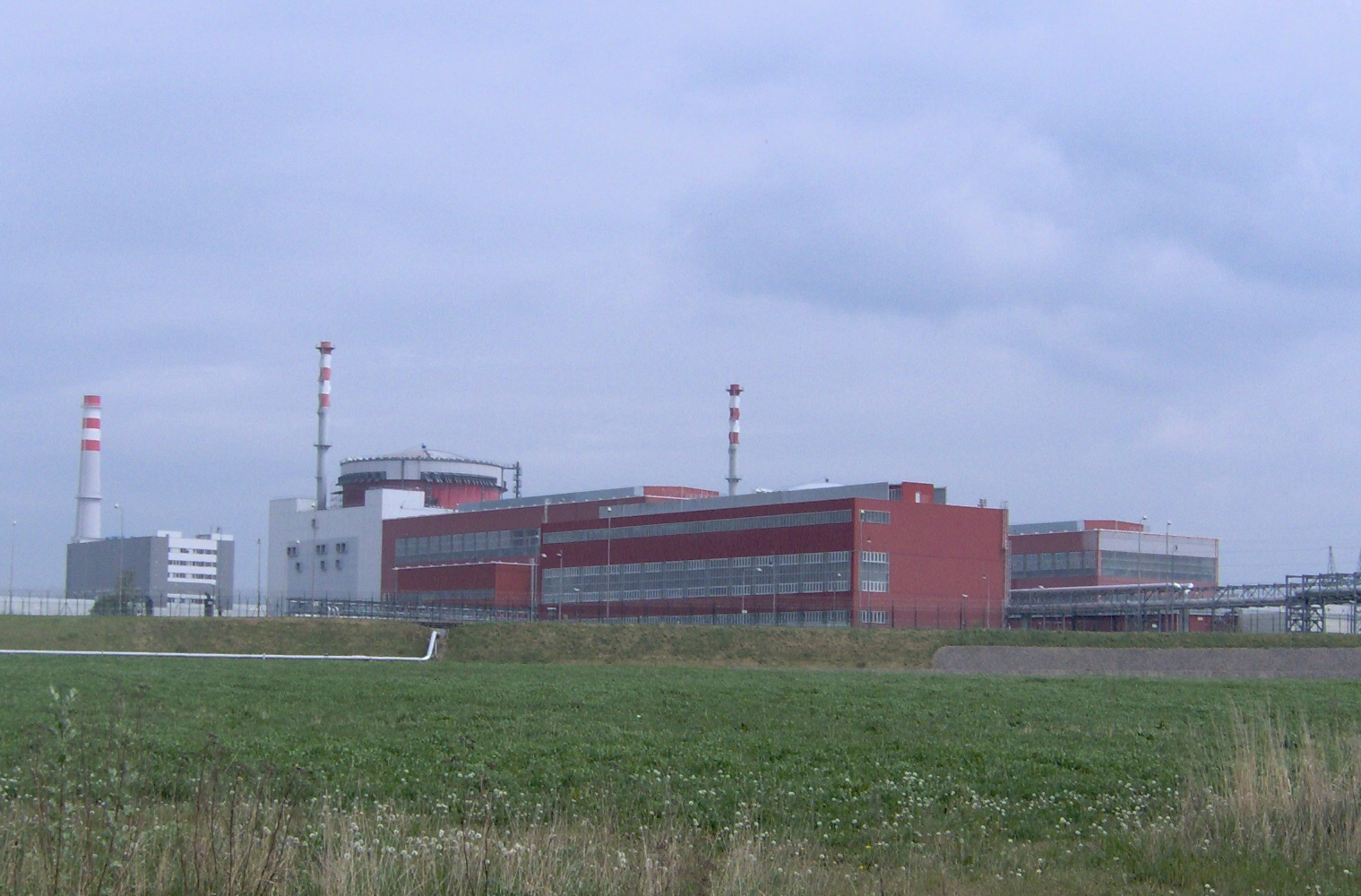
АЕС Темелін, 2011 рік

### Швейцарія
АЕС Бецнау